# راي بلانشارد
راي ميلتون بلانشارد (بالإنجليزية: Ray Milton Blanchard) (ولد في 9 أكتوبر 1945) هو عالم جنس كندي من أصل أمريكي. اشتهر بأبحاثه حول الغلمانية وتغيير الجنس والتوجه الجنسي. كما نشر دراسات بحثية حول تخطيط التحجم القضيبي وعدة أنواع من الشذوذ الجنسي بما فيها لبسة الجنس الآخر والولع الذاتي بالاختناق.

## التعليم والسيرة المهنية
ولد بلانشارد في هامونتون بنيوجيرسي. وحصل على شهادته الجامعية في علم النفس من جامعة بنسلفانيا عام 1967 وشهادة الدكتوراه من جامعة إلينوي في إربانا-شامبين عام 1973. أجرى أبحاث ما بعد الدكتوراه في جامعة دالهاوسي حتى عام 1976، عندما قبل منصب علم النفس السريري في معهد أونتاريو الإصلاحي في برامبتون بأونتاريو في كندا (وهي إحدى ضواحي تورونتو)، وهناك التقى بلانشارد بكيرت فرويند الذي أصبح مرشده. كان فرويند يجري أبحاثاً في الإخصاء الكيمياوي لمرتكبي الجرائم الجنسية. وانضم عام 1980 إلى معهد كلارك للطب النفسي (وهو الآن جزء من مركز الإدمان والصحة النفسية). عين بلانشارد عام 1995 رئيساً لخدمات علم الجنس السريري في القانون وبرنامج الصحة النفسية في مركز الإدمان والصحة النفسية، حيث عمل هناك حتى عام 2010. وهو أستاذ مساعد في الطب النفسي بجامعة تورنتو. كما خدم باللجنة الفرعية المعنية العاملة على اضطرابات الهوية الجنسية في الدليل التشخيصي والإحصائي للاضطرابات النفسية بطبعته الرابعة في الجمعية الأمريكية للأطباء النفسيين. وعيّن في لجنة الدليل الإحصائي والتشخيصي للاضطرابات النفسية بطبعته الخامسة. وفقاً لقاعدة بيانات شبكة العلوم، فقد استشهد بمقالات بلانشارد العلمية أكثر من 1800 مرة بمؤشر إتش بلغ 27.

## وصلات خارجية
- صفحة بلانشارد على موقع جامعة تورونتو (بالإنجليزية)
- صفحة بلانشارد على قسم الطب النفسي (بالإنجليزية)
- الملف الشخصي لراي بلانشارد على موقع الجمعية الأمريكية للأطباء النفسيين (بالإنجليزية)